# 네바다주
네바다주(영어: State of Nevada)는 미국 서부에 있는 주이다. 2024년 기준의 인구는 약 3,267,467명으로. 네바다주는 미국에서 가장 빨리 발전하고 있는 주이다. 인구의 3분의 2는 라스베이거스 대도시권에 살고 있다. 네바다주는 관광업이 중심 산업이다.
네바다는 스페인어 형용사로 "눈으로 덮인, 눈이 내린"이라는 뜻의 nevada가 어원이다. 북쪽으로 오리건주와 아이다호주, 동쪽으로 유타주와 애리조나주, 남쪽과 서쪽으로 캘리포니아주와 접하고 있다.
1870년 당시 네바다주의 인구는 4만 2천 명이었고, 이후에도 주의 인구 순위는 미국 내에서도 바닥이었다. 1960년 당시 28만 명이었던 네바다주의 인구는 라스베이거스의 성장으로 1990년에는 120만 명으로 증가하였고, 2013년 기준으로는 270만 명을 넘는다.
네바다주는 면적이 넓기 때문에 북부 지방과 남부 지방에 따라 정치색이 구분된다. 현 주지사는 브라이언 산도발로 2011년부터 주지사를 역임하였다. 산도발은 공화당 소속인데, 공화당은 1999년부터 지금까지 주지사를 배출하였다. 네바다의 북부 지방은 상대적으로 공화당 지지세가 강하기 때문에 인구 수로는 남부 지방이 많지만 대부분의 주요 요직은 북부 지방에서 차지한다. 네바다주는 1912년부터 지금까지 1976년 선거를 제외하고 모든 선거에서 실제 당선자가 당선된 대표적인 스윙 스테이트 지역이다.
가장 최근의 선거는 2012년 선거로 오바마 후보가 52%, 롬니 후보가 46%를 득표하였다. 민주당 상원 원내대표인 해리 리드의 지역구도 네바다주이다.

## 역사

### 원주민의 시대
가장 초기의 아메리카 인디언들의 일부가 네바다 지방에 살았다. 뼈, 재와 다른 유적들이 수 천 년 전에 인디언들이 거기에 살았다고 가리키는 라스베이거스 근처에서 발견되었다. 동굴 거주의 인디언들은 남부 네바다에서 바위들에 쓰여진 그림들을 남겼다. 러블록 동굴에 바구니를 만드는 사람들이 살았고, 푸에블로 인디언들이 라스베이거스 주위에 살았다. 1800년대 초반의 탐험가들은 지방의 일부에서 모헤이브 족, 파이유트 족, 쇼쇼니 족과 워슈 인디언들을 발견했다.

### 탐험
스페인의 선교사 프란시스코 가르세스는 사실상 네바다 지방에 들어온 첫 백인이었다. 그는 1776년 뉴멕시코에서 캘리포니아로 여행하는 동안에 남부 네바다를 지나갔다. 모피 교역인과 사냥꾼들이 1825년과 1830년 사이에 그 지방을 탐험하기 시작하였다. 피터 S. 오그던이 허드슨 만 회사의 사냥꾼들 단체와 함께 훔볼트 강 유역을 탐험하였다. 제더디아 S. 스미스는 라스베이거스 유역을 가로지르면서 어떤 사냥꾼들을 이끌면서 캘리포니아로 들어갔고, 그러고 나서 큰 분지로 다시 가로질렀다.
1830년 윌리엄 울프스킬은 산타페이부터 로스앤젤레스까지 올드 스패니시 산길이라 불리는 길을 냈다. 이 산길은 남동부에서 교역을 하는 데 네바다를 열어 주었다. 사냥꾼 조지프 워커는 1833년 캘리포니아로 가는 길에 훔볼트 강을 따라 산길을 냈다. 1848년 캘리포니아에서 금이 발견된 후, 수 백 대의 수레들이 이 같은 산길을 넘어 서부로 몰려갔다. 1843년에서 1845년 사이에 존 C. 프레몬트 중위가 큰 분지와 네바다 산맥을 탐험하였다. 프레몬트는 네바다 지방의 첫 정확한 상식을 마련하였다.

### 초기 정착
1848년 멕시코 전쟁의 종말에서 미국은 멕시코에서 네바다 지방을 얻었다. 네바다는 당시에 캘리포니아, 유타와 다른 4개의 주를 포함한 준주의 일부였다.
1849년 예수 그리스도 후기성도 교회의 지도자 브리검 영은 유타, 오늘날 네바다의 대부분과 다른 오늘날의 주들을 사막의 주로서 결성하였다. 그는 자신의 주를 합중국으로 편입시킬 것을 의회에 물었다. 하지만 1850년 의회는 유타 주와 오늘날의 네바다주의 대부분을 포함한 유타 준주를 설립하였다. 밀러드 필모어 대통령은 영을 준주의 총독으로 임명하였다.
1851년 유타의 그레이트 솔트레이크 지역에서 온 후기성도들은 카슨 계곡에 있는 모먼 스테이션(오늘날의 제노어)에 교역지를 지었다. 교역지는 캘리포니아로 향하여 금을 찾는 사람들을 위한 준비를 할 수 있게 해주었다. 다음 몇 년 동안에 몇몇 후기성도 가족들이 카슨 계곡과 주위에 둘러싸인 지방에서 농사를 짓고 가축을 기르러 들어왔다. 이 유타 준주의 부분은 카슨 카운티로 성립되었다.
카슨 카운티에서 후기성도가 아닌 사람들은 브리검 영에 의하여 통치되길 원하지 않았다. 그들은 카슨 카운티를 캘리포니아의 일부로 편입시키는 것을 실패하도록 의회에서 변호하였다. 후기성도들은 연방 정부와의 논쟁으로 위기를 겪었다. 1857년 영은 연방 정부가 후기성도 정착자들을 공격할 위협에 놓였다는 이유로 그들을 그레이트 솔트레이크로 불러들였다. 2년 후에 후기성도가 아닌 이들이 분리된 준주로서 카슨 카운티를 설립하는 시도에 일시적 정부를 세웠다. 그러나 의회는 카슨 카운티 지역에 몇 백 명의 사람들이 살았다는 이유로 일시적 정부에 권위를 부여하지 않았다.

### 컴스톡 원천
은광의 큰 매장지 컴스톡 원천이 오늘날 버지니아 시티 대지에서 1859년에 발견되었다. 시굴자 헨리 컴스톡은 다른 광부들이 실제로 은광을 이미 찾았지만, 발견의 혜택을 가져갔다. 컴스톡 원천을 발견했다는 뉴스는 캘리포니아와 미국 동부에서 행운 사냥꾼들에게 재빠르게 퍼졌다. 수 백 명의 시굴자들이 카슨 카운티로 서둘러가 천막, 거친 돌 오막살이와 언덕의 동굴들에 정착하였다. 하루 밤이 다 되어 갈 무렵에 버지니아 시티는 번영하는 광업의 중심지가 되었다.
지역의 정착자들은 어렵고 위험한 생활을 영위했다. 그들은 네바다 산맥에 걸쳐 캘리포니아에서 운반해야 할 제공량을 위해 믿기지 않을 정도로 높은 가격을 지불하였다. 어떤 광부들은 억만장자가 되었다. 하지만, 어떤 다른 광부들은 재산을 약간만 회수하거나 아무것도 얻지 못하였다. 많은 채굴 진영들은 법률이 없었고, 많은 광부들은 난폭하거나 무장 경비원들이었다.

### 준주 시대

네바다 준주(1861년)

1860년에 들어서 카슨 카운티의 붐이 일어난 채굴 진영들이 6,700명 이상의 주민들을 가지고 있었다. 1861년 제임스 뷰캐넌 대통령은 네바다 준주를 창조하는 법령에 조인하였다. 이틀 후에 취임한 에이브러햄 링컨 대통령은 뉴욕 시의 정치인 제임스 W. 나이를 준주의 총독으로 임명하였다.
카슨 시티에 네바다의 준주 정부가 세워질 수 있기 전에 남북 전쟁이 시작되었다. 네바다 주민의 대부분은 북부에 호의를 가졌다. 링컨은 자신이 주장한 반노예주의 헌법 개정을 위해 위해서 또 다른 북부의 주를 필요하였다. 그는 네바다 주민들의 대부분이 자신의 행정에 호의를 가지고 자신의 정책들을 지지할 공화당 상원들을 선출할 것을 알고 있었다. 그 당시에 네바다 준주는 주가 되는 법률에 의하여 요구된 127,381명 이하의 주민들이 있었다. 그러나 네바다 주민들은 집회를 가지고 주의 헌법을 끌어올렸다.

### 주 지위
1863년 11월 집회가 열렸으나 실패로 끝났다. 투표인들은 광산들의 세금을 위한 그 공급들의 이유로 주장된 헌법을 거부하였다. 의회는 그러고 나서 2번째 네바다 집회에 권위를 부여하는 법령을 통과시켰다. 1864년 7월 이 집회가 열려 그 임무를 완료하였다. 9월에 개정된 헌법은 투표인들의 찬성을 이겼다. 주민들은 광업 공학자이자 공화당원 헨리 G. 블래스덜을 첫 주지사로 선출하였다. 링컨 대통령은 10월 31일 네바다를 주로 선언하였다.

### 채굴의 실패와 회복
1870년대에 광업 회사들은 네바다주의 광산들에서 가장 부유한 은광을 파냈다. 어떤 주의 광산들은 "저등급" 은광 만을 생산하였다. 광산의 소유자들은 은의 높은 가격 덕분에 이 은광들로부터 이득을 보았다.
1870년대 초반 동안에 미국 정부는 금융 체제에서 은의 사용을 제한시켰다. 은의 가치절하를 위한 정부의 요청으로 은의 가치도 떨어졌다. 결과로서 많은 광산들이 더 이상 이득에서 저등급 은광을 생산할 수 없는 이유로 문을 닫고 많은 주민들이 자신들의 직업을 잃었다. 수천명의 주민들이 다른 곳으로 일거리를 찾으러 가면서 실업자들이 네바다주를 떠나기 시작하였다. 주의 인구는 1880년에 62,266명에서 1890년 47,355명으로 떨어졌다. 많은 번영하는 공동체들은 유령 도시들이 되었다.
광업이 실패하면서 방목이 중요성을 가지게 되었다. 하지만 방목업자들도 또한 어려운 문제들을 향하였다. 그들은 자신들의 가축들을 실어나르는 데 철도에 굉장히 높은 비용을 내야 했다. 추가로 1880년대 후반 동안에 심한 겨울 날씨가 수 천 마리의 소들을 죽였다. 소규모 방목 업자들이 파산하고 큰 방목지들의 운영자들에게 목장을 팔아야 했다.
네바다주의 경제는 1900년 새로운 광물들의 발견들과 함께 회복되기 시작하였다. 투기자들은 토노퍼에서 은의 거대한 매장량을 발견했다. 그들은 은이 아직도 낮은 가격을 가지고 있어도 채굴하여 이익을 볼 수 있었다. 투기자들은 일라이 근처에 있는 루스와 킴벌리에서 구리 광산들을 노천채굴하였다. 1902년, 금이 골드필드에서 발견되었다. 다음 해에 발견된 부유한 매장량들이 수 천 명의 광부들을 네바다로 다시 다려왔다.
광업이 생활로 다시 오면서 철도들이 광업 지역들로 지선을 냈다. 기차들은 광산들에 용품들을 가져오고 가공 지대들로 광물들을 운반하였다. 소 목축업자들도 재빠른 쇠고기 운반을 위하여 새로운 지선들을 이용하였다.
국가의 첫 연방 관개 계획인 네바다의 "뉴랜즈 관개 계획"은 1907년에 완료되었다. 이 계획에 따라 카슨과 트러키 강들을 따라 놓인 댐들이 관개 저수지들을 만들고 전기를 발생시켰다. 이 시스템에서 들어오는 물은 네바다의 서중부에 있는 팰런 근처에서 개발된 농업 지방에 공급된다.
네바다의 가장 부유한 금과 은의 매장량들은 1917년 미국이 제1차 세계 대전에 참전할 때에 바닥이 났다. 그러고 나서 산업들이 구리, 텅스텐, 아연, 그리고 무기와 전쟁 물자들을 위한 다른 금속들을 요구하기 시작하였다. 많은 새로운 광산들이 네바다주에 개장되었다. 그러나 1918년 전쟁이 끝난 후 가격들이 떨어지고 많은 광산들이 폐장하였다.
1928년 의회는 콜로라도강에 후버 댐의 건설을 위임하였다. 댐의 건설은 1930년에 시작되어 큰 프로젝트는 1935년에 완공되었다. 후버 댐은 네바다주, 애리조나주와 캘리포니아주의 일부를 위한 동력과 관개 물을 저장한다.

### 합법 도박과 쉬운 이혼

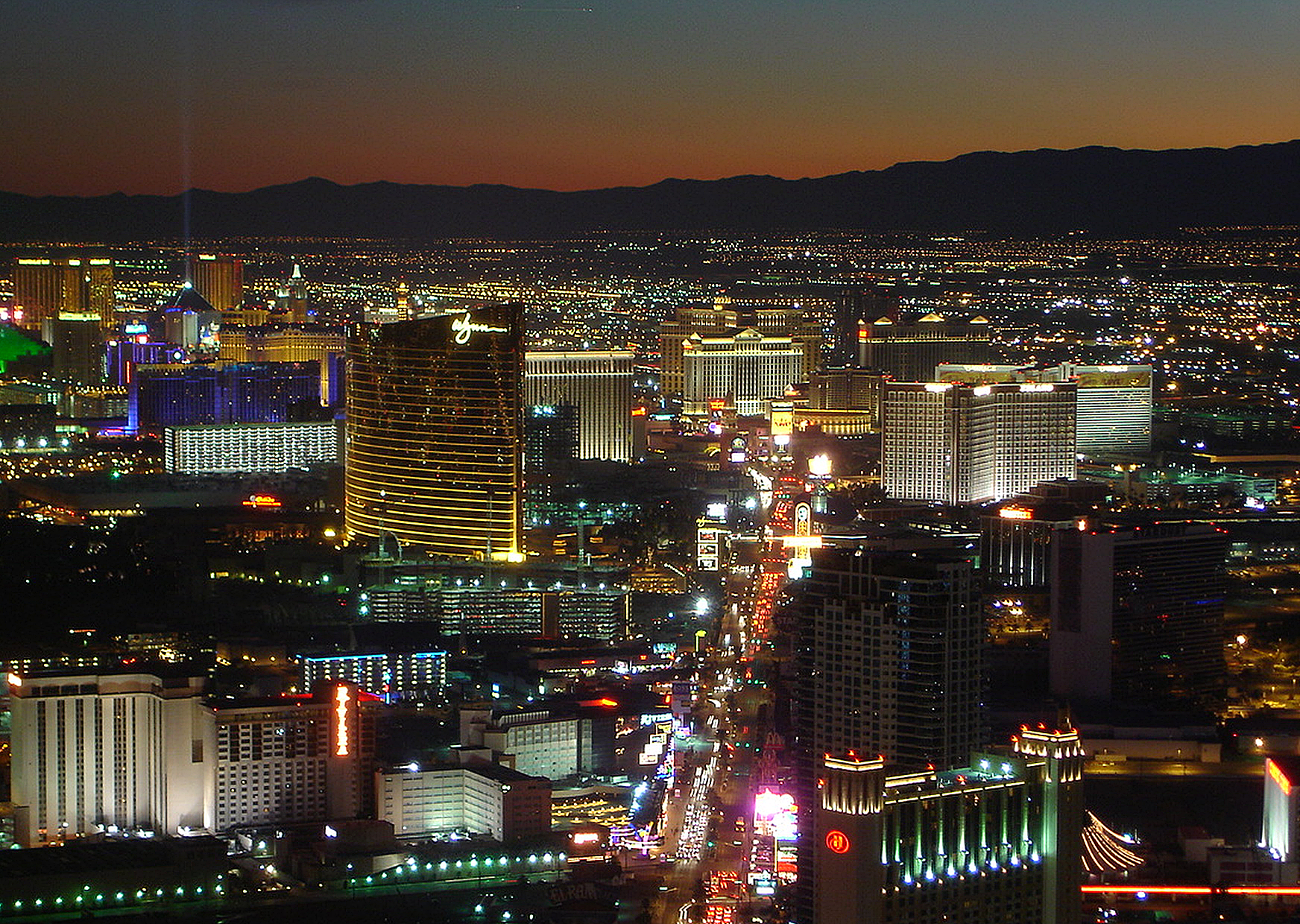
라스베이거스의 야경

1869년만큼 이른 시기에 네바다의 입법부는 주에서 도박을 운영할 수 있도록 도박업자들에게 허락하였다. 1910년에 들어서 시민들의 다양한 단체들이 도박에 대항하는 법률을 통과시키는 데 성공하였다. 하지만, 네바다주의 산업적 문화와 법률 집행의 한정들이 법률들을 크게 무효로 만들었다. 1931년 네바다주는 도박을 합법으로 만들었다. 1930년대 동안에 다수의 도박 카지노들이 주에서 운영되기 시작하였다.
1900년대 초반에 네바다주는 이혼하기 쉽게 만든 법률들을 통과시켰다. 네바다에서 이혼하기 위해서는 네바다주에서 6달 만을 살아야 했다. 1927년, 네바다 입법부는 사람들이 주에서 3달 만을 살았으면 이혼을 허락하는 법률을 통과시켰다. 1931년, 기간은 6주로 감소되었다. 1900년대 중반 동안에 수 천 명의 사람들이 빠르고 쉽게 이혼하기 위해 매년 네바다주로 갔다.

### 1900년대 중반
제2차 세계 대전이 네바다의 광업을 위한 새로운 비지니스를 창조하였다. 군사 공급품의 제조자들은 주의 구리, 납, 마그네사이트, 망간, 텅스텐과 아연의 큰 양을 매입하였다. 전쟁이 끝난 후에 광업은 줄어들었다. 산업은 차차 석고, 석회암과 다른 비금속 광물 자원들의 생산으로 변화하였다.
1940년대 후반에 네바다주는 새로운 산업을 끌어들이는 데 넓게 퍼진 캠페인을 시작하였다. 캠페인이 주로 여러 공장들을 가져왔어도 1950년대와 1960년대의 네바다주의 경제는 주로 핵실험과 관광업에 의지하였다.
1950년 원자력 위원회는 라스베이거스의 북서부에 대략 60 마일(97 킬로미터)의 실험소를 세웠다. 다음 해에 원자력 위원회는 핵무기를 시험하기 시작하였다. 지하 시험은 30년 이상 동안이나 지속되었다. 1992년 연방 정부는 모든 핵무기 시험을 멈추었다.
1950년대와 1960년대에 관광업은 네바다주의 가장 크고 가장 빨리 발전하는 산업으로 남아있었다. 1960년대 후반에 들어서 라스베이거스는 홀로 한 해에 대략 4억 달러를 썼으며 대략 1500만명의 관광객들을 끌어들였다. 관광객들은 또한 2개의 다른 주요 리조트 중심지인 리노와 터호 호 지역으로 모인다.
1950년대 후반에 네바다 입법부는 사기를 막고 도박 산업에 들어가거나 영향을 주는 것에서 범죄인들을 멈추기 위해 엄한 도박 규칙들을 세웠다. 규칙들은 모든 도박장들을 주 면허증을 가지도록 요구하였다. 면허증은 도박 조절부에 의한 조사 후에만 발행되고, 도박 협회에 의하여 마지막으로 허가된다. 1967년 입법부는 도박 면허증을 소유하는 데 공공 장소에 축적을 파는 법인들을 허가하는 법률을 통과시켰다. 이 새 법률은 암흑가를 도박 산업의 외부로 계속 떨어져 나가도록 하는 보다 앞선 시도였다.
1963년 미국 대법원은 콜로라도 강에서 물의 공급을 받는 네바다주, 캘리포니아주와 애리조나주 사이의 40년간 논쟁을 진정시켰다. 대법원은 각 주가 매년 강에서 얼마나 물을 끌어들이는 지를 통제하였다.
미국의 비즈니스맨이자 세계에서 가장 부유한 사람들 중에 하나인 하워드 휴즈는 1966년 라스베이거스로 이주하였다. 그러고 나서 그는 공항, 카지노와 호텔들, 대지의 큰 구역과 지역의 텔레비전 방송국을 사들였다.
1967년 수자원 계획은 라스베이거스 지역에서 기대한 번창을 위하여 증가한 물의 공급하기 위해 만들어졌다. 미드 호에서 물을 가져오는 계획의 마지막 단계는 1983년에 완료되었다.

### 1900년대 후반
1970년대 후반에 라스베이거스와 리노는 지속적으로 늘어나는 관광객들의 수를 수용하기 위해 공항 시설들을 향상시키는 계획에 착수하였다. 리노의 계획은 1981년에 완료되었다. 라스베이거스에서 매캐런 국제공항의 확장은 1998년에 완료되었다.
1900년대 후반에 공해와 수질 오염이 네바다주에서 심각한 문제가 되었다. 수질 오염을 조절하기 위한 프로그램으로써 네바다주는 1980년 터호 호의 오염과 싸우는 터호 지방 계획 계약에서 캘리포니아 주와 합세하였다. 1990년대로 넘어와서 계약은 지역에서 환경을 보호하는 결과를 가져왔다.

### 21세기
관광업은 네바다주의 가장 큰 산업으로 남아있었으나 제조업과 건설업이 재빠르게 번창하였다. 라스베이거스와 리노의 메트로폴리탄 지역들로 관광업에서 증가와 제조 시설들의 재배치는 그 지역들의 번창에 공헌하였다. 네바다 주민의 5분의 4 이상이 현재 라스베이거스와 리노 지역들에 산다. 번창은 도한 주의 인구를 민족적, 인종적으로 더욱 다양하게 만들었다.
네바다의 도시들은 자신들의 인구가 지속적으로 증가하면서 주요 문제들을 향하였다. 이 많은 문제들은 주정부에서 도움을 요구한다. 도시의 거주자들은 더 나은 경찰과 소방, 보호, 교육의 향상, 더 나은 오락 시설들과 다른 서비스들을 필요로 하였다.
2002년 조지 W. 부시 대통령은 네바다주에서 핵폐기물을 묻어버리는 법안을 찬성하였다. 폐기물은 넬리스 공군 기지와 네바다 시험 지대를 포함하여 나이 카운티에 있는 연방 대지들에 놓인 유카 산에 묻어졌다. 네바다주의 공무원들과 환경론자들은 입법에 반대하고 그것을 봉쇄하기 위해 소송을 제출하였다. 그들은 지대가 방사능 폐기물을 저장하는 데 안전한 장소가 되지 못한다는 주장을 하였다. 2004년 연방 항소 재판소는 정부가 만약 지대가 방사능에서 둘러싸인 환경을 보호하기 위한 더욱 강한 보호수단들을 고안한다면 정부가 대지를 위한 계획들과 함께 진행하는 것을 허락하였다. 하지만 계획은 지속적으로 정치적, 공공적 대립을 낳고 있다.
2009년 스티븐 추 에너지 장관은 버락 오바마 대통령의 행정부가 더 이상 유카 산을 핵폐기물을 저장하는 선택지를 고려하지 않고 있다고 말했다.

## 경제

### 서비스업

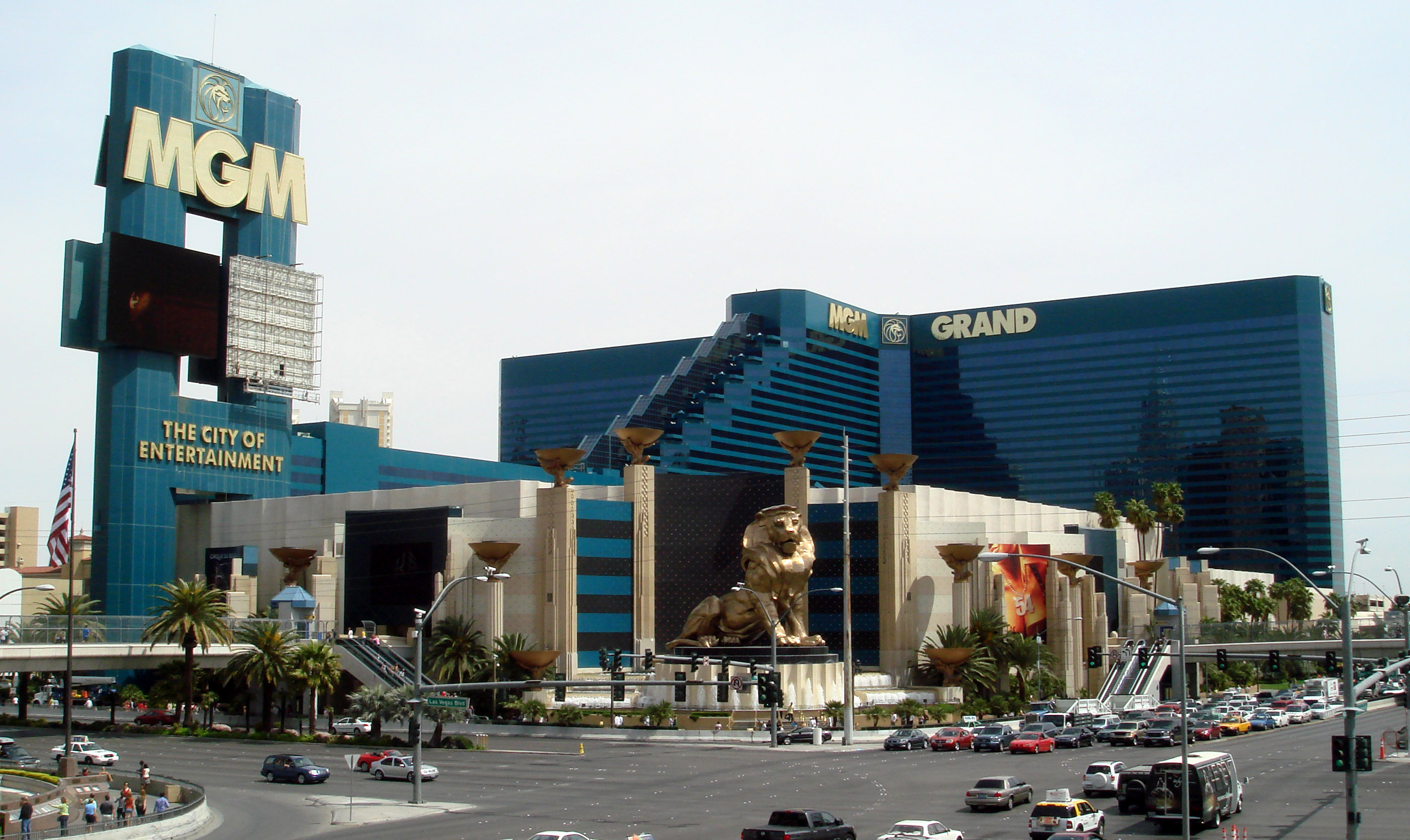
MGM 그랜드 라스베이거스. 관광업은 네바다주의 기둥 산업이다.

서비스업은 네바다주의 고용과 국내 총생산 양쪽에서 대략 6분의 5를 차지한다. 이 산업들은 다른 대부분의 주의 경제들보다 네바다주 경제에 더욱 중요하다. 네바다주의 서비스업의 대부분은 라스베이거스-패러다이스와 리노-스파크스 메트로폴리탄 지역에 집중되어 있다.
매년 수 천만 명의 방문객들이 네바다주의 밤 유흥, 사랑스러운 풍경과 오락 활동들을 즐긴다. 네바다주는 다른 나라들에서 온 방문객들을 끌어들이는 데 주도적 역할을 하는 주이다. 도박이 주에서 합법적임에 불구하고 네바다의 큰 카지노들은 라스베이거스, 리노와 레이크 터호 지역에 있다. 미국과 유럽에서 온 유명한 연예인들이 카지노와 나이트클럽에서 열리는 플로어쇼에 출연한다. 관광 목장, 낚시 리조트와 사냥 오두막은 주의 많은 지역들에서 운영된다.
네바다주는 성매매를 합법화한 유일한 미국 주로 유명하다. (미국의 성매매) 그러나 10개 군 에서만 매춘소가 합법이며, 도박으로 유명한 라스베이거스에서는 매춘소가 금지되어 있다. 네바다주의 많은 매춘은 라스베이거스에서 일어나는 불법 매춘이다.
호텔, 식당과 소매상들은 주로 라스베이거스 지역에서 운영된다. 많은 호텔들은 카지노 호텔들이다. 네바다주의 주요 금융의 중심지는 라스베이거스와 리노이다. 부동산은 주에 더 많은 사람들이 이주하면서 중요해졌다. 1980년 이래 네바다주는 다른 여러 주보다 더 빠르게 번창하였다.
정부의 활동도 또한 네바다주의 경제에 중요하다. 주도인 카슨 시티는 주 정부 활동의 중심지이다. 연방 정부는 주의 대지 대부분을 소유하기 때문에 네바다주 경제에 중요한 역할을 한다. 연방 정부 시설인 네바다 시험소와 넬리스 공군 기지는 수 천 명의 주민들을 고용한다. 네바다 시험소는 비상 응답 훈련, 폐기물 관리 학습과 비핵무기 시험 같은 프로그램들을 위하여 쓰인다.

### 광업

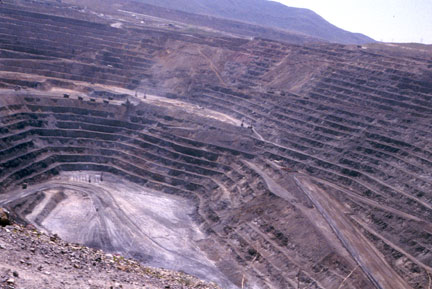
금 채굴은 네바다주의 가장 가치 있는 광업 활동이다.

네바다주는 광업 소득에서 선도적인 주들 중의 하나이다. 금은 네바다주의 가장 가치 있는 광물로 총 광업 소득의 대략 4분의 3을 차지한다. 네바다주는 미국에서 생산되는 금의 전부의 대략 5분의 4를 채굴한다. 큰 금광들은 엘코, 유레카, 훔볼트와 나이 카운티들에 있다. 일부 다른 네바다의 카운티들은 금의 상당한 양을 산출한다. 네바다주는 또한 은의 주요 생산 주이다. 주의 북부는 주요한 은의 생산지이다.
네바다주는 필터를 만드는 데 쓰이는 백악 물질인 다이어토마이트의 생산에서 미국을 이끌고 있다. 다이어토마이트의 대부분은 주 서부의 예전엔 호수들이었던 지역들에서 얻어진다. 네바다주는 또한 중정석, 구리와 석고의 주요한 생산지이고, 리튬 탄산염과 마그네사이트를 생산하는 유일한 주이다.

### 제조업
제조업은 대부분의 다른 주들보다는 주 경제에 적은 역할을 한다. 카슨 시티, 라스베이거스와 리노 지역들은 주에서 주요 제조업 중심지이다.
주요 제조품들은 컴퓨터와 전자 용품, 콘크리트, 합성 금속 제품, 식품과 플라스틱 제품을 포함한다. 통신 용구, 컴퓨터와 반도체들은 레이크 터호와 리노 지역들에서 생산된다. 콘크리트는 주로 라스베이거스 지역에서 생산된다. 기계 제품, 판금 제품과 구조 금속 제품들은 주요한 합성 금속 제품들이다. 제과류와 낙농제품은 주로 라스베이거스 지역에서 생산되며, 플라스틱 제품들은 주로 라스베이거스와 리노 지역들에서 생산된다. 라스베이거스 지역은 또한 네온사인을 생산하고, 리노 지역은 또한 자동판매기와 다른 도박 용품을 생산한다.

### 농업

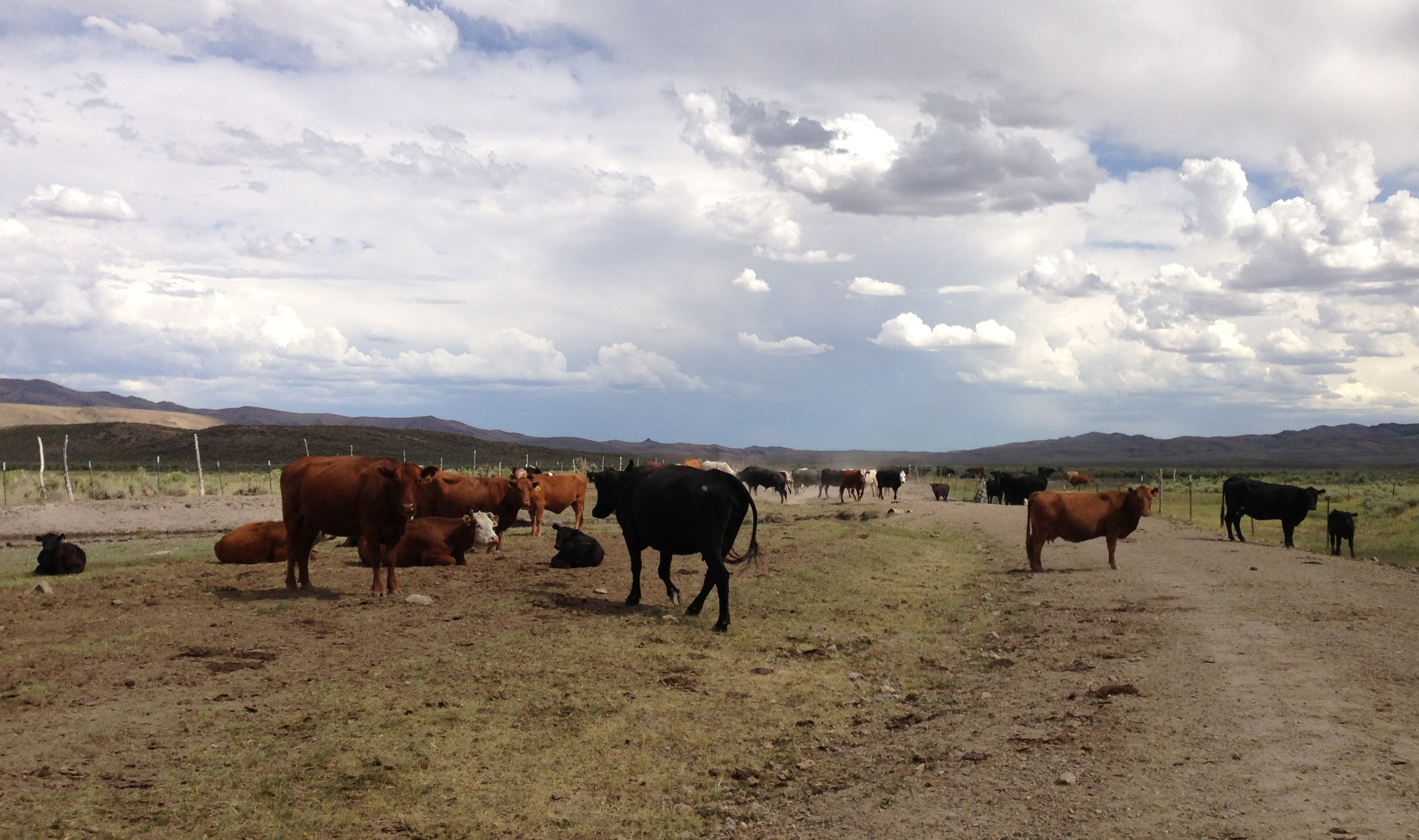
엘코 카운티에서 방목되는 소떼의 모습

가축의 방목은 네바다주의 주요 농업 활동이다. 네바다주의 큰 소와 양의 방목지들의 대부분은 주의 북부 절반에 위치한다. 많은 방목업자들은 자신들이 연방 정부에서 빌린 공공의 지대에서 자신들의 동물들을 기른다. 우유는 주로 처칠과 나이 카운티의 농장에서 생산된다.
관개 농장들은 주로 네바다의 북부와 서부에 있는 강 유역 근처에서 운영된다. 하지만 관개 농업 프로젝트들은 주의 전역에서 발달되어 왔다.
건초는 주에서 가장 가치 있는 곡물이며, 주의 북서부에 있는 분지들은 건초 재배를 위한 주요한 지역이다. 농부들은 또한 자주개자리 씨, 보리, 마늘, 박하, 양파, 감자와 밀을 재배하기도 한다.

## 주민
| 인구조사                      | 인구      | Note | %±     |
| ----------------------------- | --------- | ---- | ------ |
| 1860년                        | 6,857     |      | —      |
| 1870년                        | 42,941    |      | 526.2% |
| 1880년                        | 62,266    |      | 45.0%  |
| 1890년                        | 47,355    |      | −23.9% |
| 1900년                        | 42,335    |      | −10.6% |
| 1910년                        | 81,875    |      | 93.4%  |
| 1920년                        | 77,407    |      | −5.5%  |
| 1930년                        | 91,058    |      | 17.6%  |
| 1940년                        | 110,247   |      | 21.1%  |
| 1950년                        | 160,083   |      | 45.2%  |
| 1960년                        | 285,278   |      | 78.2%  |
| 1970년                        | 488,738   |      | 71.3%  |
| 1980년                        | 800,493   |      | 63.8%  |
| 1990년                        | 1,201,833 |      | 50.1%  |
| 2000년                        | 1,998,257 |      | 66.3%  |
| 2010년                        | 2,700,551 |      | 35.1%  |
| 2019 (추산)                   | 3,080,156 |      | 14.1%  |
| 출처: 1910–2010 2019 estimate |           |      |        |

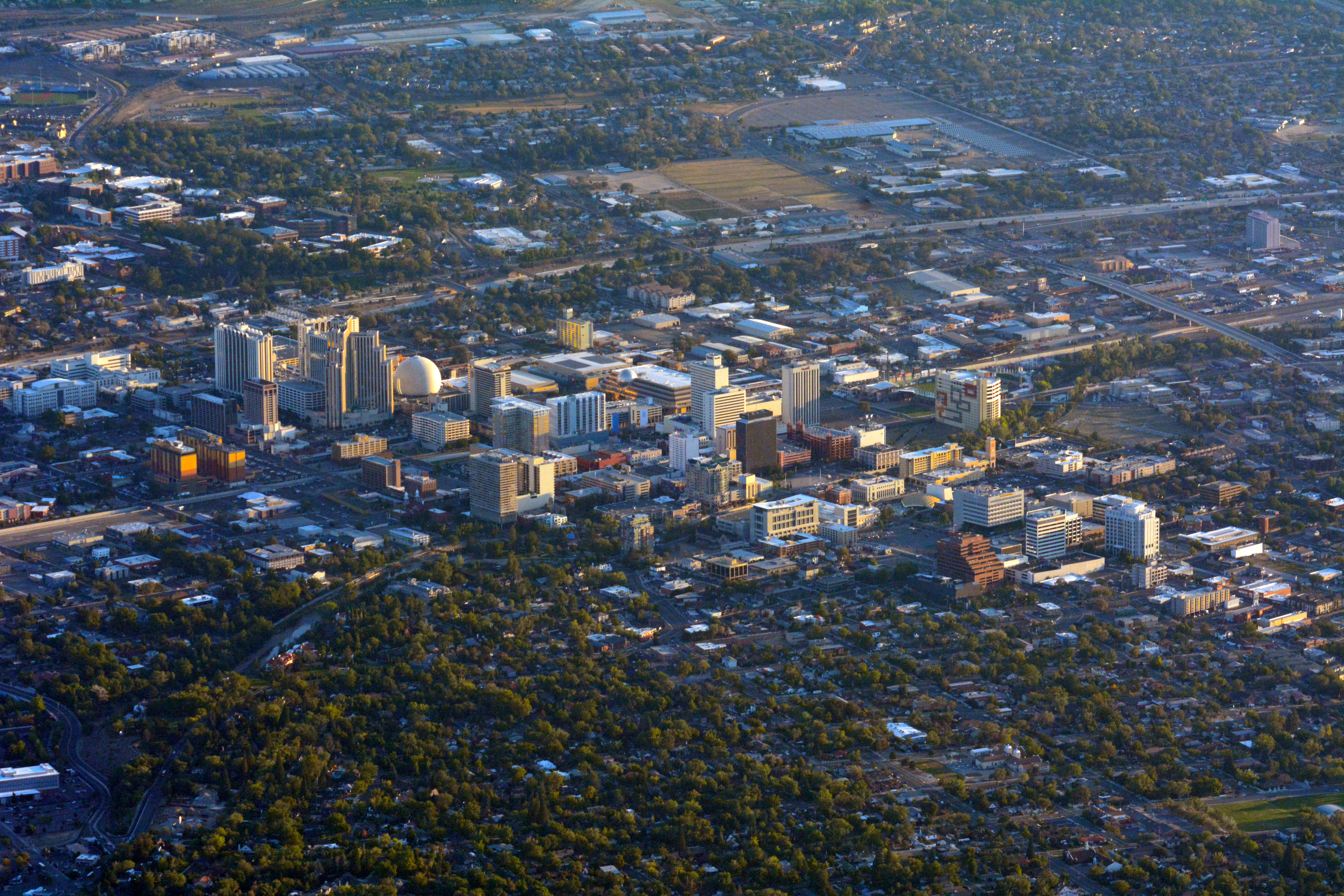
리노의 공중 조망

2000년, 미국 인구 조사국은 네바다주에 1,998,257명이 살고 있다고 보고하였다. 1990년의 1,201,833명에서 66 퍼센트나 증가하였다. 2000년, 조사국에 의하면 네바다주는 50개의 주들 중에 인구로 35위에 올랐다.
대략 90 퍼센트의 네바다 주민들은 3개의 메트로폴리탄 지역에 산다. 이 메트로폴리탄 지역들은 카슨 시티, 라스베이거스-패러다이스와 리노-스파크스이다. 네바다 주민의 대략 70 퍼센트는 라스베이거스-패러다이스 메트로폴리탄 지역에 산다. 리노-스파크스 메트로폴리탄 지역은 인구의 대략 15 퍼센트를 차지한다.
라스베이거스와 리노의 외곽에 있는 네바다주의 8개의 도시들만이 25,000명 이상의 인구를 가지고 있다. 이 지역들은 헨더슨, 노스 라스베이거스, 패러다이스, 스프링 밸리, 선라이즈 메이너, 라스베이거스 근처의 윈체스터, 리노 근처의 스파크스와 주도 카슨 시티이다.
히스패닉은 네바다주 인구의 대략 20 퍼센트를 차지하며, 아프리카계 미국인은 대략 7 퍼센트이다.
라스베이거스의 주민들은 고용을 위하여 관광업과 도박 산업에 오랫동안 의지해 왔다. 1980년대 이래 퇴직자들과 다른 새로 온 사람들이 들어와 보건과 부동산 분야 같은 일자리를 창출하는 데 도움을 주었다. 다른 관광 친화 도시인 리노는 네바다주 북부에서 금융, 상업과 교통의 중심지이다.

## 주요 명소
- 카지노
- 에어리어 51

## 관련 드라마
- 아스팔트 사나이 (1995년)